# Горачино
Горачино (на македонска литературна норма: Горачино) е село в община Щип, Северна Македония.

## География
Селото е разположено в западната част на Плачковица, на 13 километра от град Щип.
Според преброяването от 2002 година селото има 16 жители, всички северномакедонци.